# Nachal Ukal
Nachal Ukal (hebrejsky: נחל אכל) je vádí v severním Izraeli, cca 12 kilometrů jihozápadně od břehůGalilejského jezera.
Začíná v nadmořské výšce okolo 250 metrů na jižním okraji horského hřbetu Har Javne'el, respektive jeho nejjižnější části, která bývá někdy zvána Ramat Sirin. Jde o neosídlenou náhorní planinu, jejíž odlesněná vrcholová partie je zemědělsky využívána. K jihu i východu se odtud terén prudce propadá. Vádí směřuje k jihu bezlesou suchou krajinou a sestupuje do příkopové propadliny řeky Jordán, respektive do soutěsky na dolním toku vádí Nachal Tavor, krátce před jeho vyústěním do údolí Jordánu. Na dně tohoto kaňonu pak Nachal Ukal zleva ústí do Nachal Tavor. Krátce předtím ještě zleva přijímá vádí Nachal Šachal.